# Henry Welfare
Henry "Harry" Welfare (Liverpool, Anglaterra; 20 d'agost de 1888 - Angra dos Reis, Rio de Janeiro; 1 de setembre de 1966) fou un futbolista anglo-brasiler de les dècades de 1910 i 1920.
Començà a practicar el futbol al seu país natal al club Northern Nomads i de forma més breu al Liverpool FC i al Tranmere Rovers. El 9 d'agost de 1913 arribà a Rio de Janeiro on continuà la pràctica del futbol al Fluminense Football Club. Jugà en aquest club durant una desena d'anys fins al 1924, assolint la brillant xifra de 163 gols en 166 partits. Un cop retirat també fou entrenador de futbol.